# Sardeluță
Sardeluța (Sardinella aurita) este un pește marin pelagic, de 14–22 cm, din familia clupeidelor (Clupeidae), din Oceanul Atlantic (țărmurilor europene, africane și americane), Marea Mediterană, Marea Marmara, Bosfor și excepțional Marea Neagră.
Are corpul alungit ușor comprimat lateral. Capul îngust, cu operculele nestriate. Gura mică, dispusă terminal, prevăzută cu dinți. Înotătoarele ventralele sunt scurte și se inseră aproximativ sub mijlocul dorsalei. Coloritul corpului albastru închis, cu luciu metalic pe spate, iar pe laturi și abdomen, alb- argintiu. 
Se hrănește în principal cu zooplancton, mai ales cu copepode; juvenilii se hrănesc cu fitoplancton. Depune icrele la adâncimi de peste 20 m, pe tot parcursul anului, dar cu picuri distincte mai ales în iunie-septembrie în Marea Mediterană și coastele Americii de Nord. Are valoare economică mare, fiind pescuită în cantități apreciabile.
Pe litoralului românesc al Mării Negre a fost semnalată o singură dată, în Iulie 1904 la Constanța.